# Мехрензький ВТТ
Мехрензький ВТТ (рос. МЕХРЕНЬГСКИЙ ИТЛ, Мехреньлаг) — підрозділ, що діяв в системі виправно-трудових установ СРСР.
Організований 25.06.54 (на базі Мехрензького ТВ Каргопольлага);

діючий на 01.01.60.

## Підпорядкування і дислокація
- ГУЛАГ МВС з 25.06.54;
- ГУЛЛП (лісової промисловості) з 02.08.54;
- МВС РРФСР з 14.12.55;
- ГУВТК МВС СРСР з 31.01.57;
- МВС РРФСР з 01.12.57;
- ГСЛ (Головспецліс) МВС РРФСР з 05.02.58.

Дислокація: Архангельська область, Плесецький р-н, с. Пуксоозеро (Пукса-озеро).

## Виконувані роботи
- лісозаготівлі

## Чисельність з/к
- 09.54 — 8128,
- 07.55 — 9615,
- 01.01.56 — 10 679,
- 01.01.57 — 12 582,
- 01.01.59 — 14 755,
- 01.01.60 — 12 000

## Історія
З 30-х років в Архангельську область висилали спецпереселенців (куркулів і підкуркульників). В Плесецькому районі розмістили німців з Поволжя, з України, з Казахстану. В селищі Плесецьк розміщувалося управління Онеглага.

Ув'язнені з переселенцями будували целюлозний завод № 1 для виробництва бездимного пороху.
Мехрензьке (від річки Мехреньга) відділення Каргопольлага з центром у селищі Пуксоозеро було створене після ліквідації Онеглага.
Почали будувати залізничну гілку Пуксоозеро — Двінський Березник.